# Dina Gralla

Dina Gralla um 1929 auf einer Fotografie von Alexander Binder

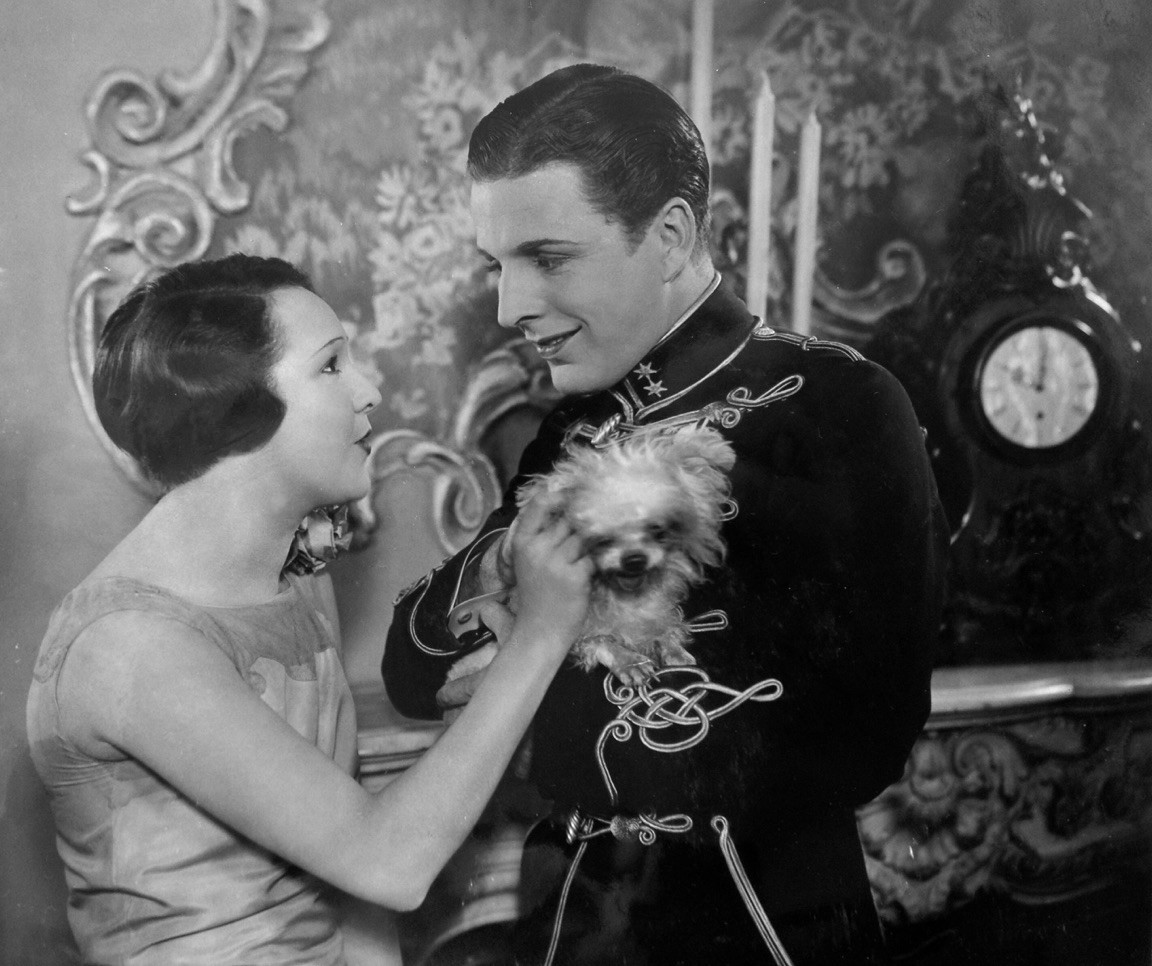
Dina Gralla und Werner Pittschau, Standfoto aus dem Film Der Balletterzherzog, 1926

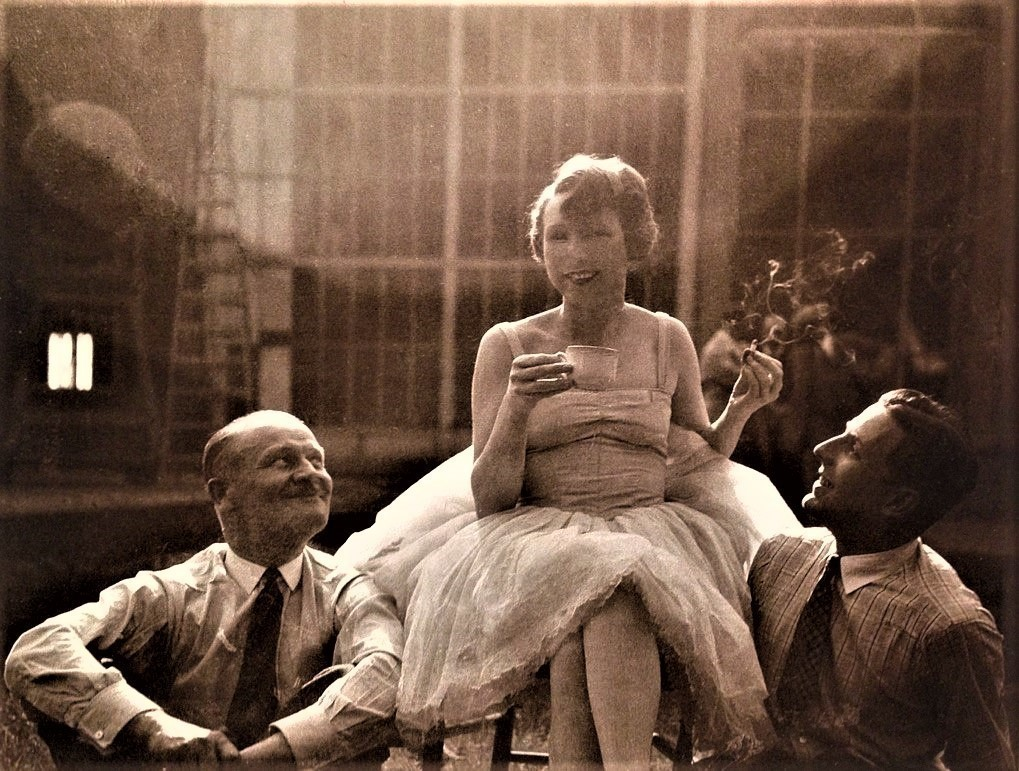
Albert Paulig, Dina Gralla, Werner Pittschau, Drehpause während des Films Der Balletterzherzog 1926

Dina Gralla, eigentlich Hedwig Gralla, Pseudonyme Dina Sventen bzw. Dina Sönten, (* 15. Januar 1905 in Berlin; † 11. November 1994 in Berlin) war eine deutsche Schauspielerin.

## Leben
Sie wurde als Tochter des Kellners Konstanz Gralla und dessen Frau Marianne geb. Staszkiewicz in Berlin geboren, die beide katholisch waren und aus Westpreußen stammten. Sie war in erster Ehe mit dem amerikanischen Journalisten Lincoln Eyre (1889–1929) und in zweiter Ehe von 1934 bis 1939 mit dem Journalisten Clemens Dieckmann (1902–1941) verheiratet.
1919 erhielt sie eine Tanzausbildung und trat als Balletttänzerin bei den Revuen am Berliner Wintergarten auf. Nach privatem Schauspielunterricht bei Walter Steinbeck setzte Regisseur Richard Eichberg sie 1925 in seinem Filmdrama Leidenschaft ein.
Danach war Dina Gralla häufig im deutschen Stummfilm als naiv-erotisches Mädchen zu sehen, anfangs mehrmals zusammen mit Lilian Harvey. Wiederholt verkörperte sie Tänzerinnen, so 1926 im international von Presse und Publikum gefeierten Film Der Balletterzherzog mit Werner Pittschau als Partner oder insbesondere 1928 als Hauptdarstellerin im erfolgreichen Revuefilm Das Girl von der Revue. Sie agierte zu dieser Zeit auch auf der Bühne als Schauspielerin, zum Beispiel im Theater in der Behrenstraße.
Gralla konnte ihre Karriere anfangs auch im Tonfilm fortsetzen, doch als sie 1933 an Lungentuberkulose erkrankte, musste sie ihren Beruf schließlich aufgeben. Sie arbeitete danach als Stenotypistin, nach 1945 als Putzfrau und Serviererin und zuletzt als Kontoristin in einer Berliner Bücherei. Ein letztes Mal trat sie 1954 im Revuefilm An jedem Finger zehn vor die Kamera.

## Filmografie
- 1925: Leidenschaft
- 1925: Die Frau von vierzig Jahren
- 1925: Die Kleine vom Bummel
- 1925: Die Frau mit dem Etwas
- 1925: Unser täglich Brot
- 1926: Prinzessin Trulala
- 1926: Madame wünscht keine Kinder
- 1926: Der Balletterzherzog
- 1927: Im Luxuszug
- 1927: Die schönsten Beine von Berlin
- 1927: Der brave Soldat Schwejk in Zivil (Svejk v civilu)
- 1927: Wie heirate ich meinen Chef?
- 1927: Der Fürst von Pappenheim
- 1927: Das Fräulein von Kasse 12
- 1928: Der alte Fritz (2 Teile)
- 1928: Du sollst nicht stehlen
- 1928: Das Girl von der Revue
- 1928: Die tolle Komteß
- 1928: Modellhaus Crevette
- 1928: Der Geliebte seiner Frau
- 1928: Befehl zur Ehe
- 1928: Der Piccolo vom Goldenen Löwen
- 1929: Wer wird denn weinen, wenn man auseinandergeht
- 1929: Kehre zurück! Alles vergeben!
- 1929: Ein kleiner Vorschuß auf die Seligkeit
- 1929: Fräulein Lausbub
- 1930: Paramount-Parade (nur deutsche Fassung)
- 1931: Kinder des Glücks
- 1931: Der Liebesarzt
- 1931: Der Liebesexpreß
- 1931: Die schwebende Jungfrau
- 1931: Keine Feier ohne Meyer
- 1931: Ein Auto und kein Geld
- 1932: Die Wasserteufel von Hieflau
- 1934: Grüß’ mir die Lore noch einmal
- 1954: An jedem Finger zehn